# Campeonato Burquinense de Futebol 2012/2013
O Campeonato Burquinense de Futebol (2012/2013) foi a edição do Campeonato Burquinense de Futebol que se realizou entre 2012 e 2013.
A equipe que terminou o campeonato com maior pontuação além do título de campeão tem o direito de disputar a Liga dos Campeões da África.
São rebaixados os dois clubes de piores campanhas.